# Meliton G. Trejo
Meliton Gonzalez Trejo (ur. 10 marca 1843 w Garganta la Olla, zm. 29 kwietnia 1917 w Wilcox) – hiszpański wojskowy, tłumacz i misjonarz.

## Życiorys
Urodził się w Garganta la Olla w Estremadurze. Ukończył szkołę wojskową, kształcił się także na uniwersytecie we francuskim Bordeaux. Wstąpił w szeregi armii hiszpańskiej. Był człowiekiem religijnym, trapiły go wszelako na tym tle rozmaite wątpliwości. W pewnym momencie usłyszał od znajomego o świętych w dniach ostatnich, zamieszkującej w amerykańskich Górach Skalistych grupie prowadzonej przez żyjącego proroka. Zapragnął dowiedzieć się o nich czegoś więcej. Postarał się o przydział na w owym czasie wciąż pozostających pod hiszpańską kontrolą Filipinach. Wychodził najprawdopodobniej z założenia, iż w ten sposób będzie mu się łatwiej dostać do Stanów Zjednoczonych. Podczas służby na archipelagu poważnie zachorował. Doświadczył również czegoś, co później określał mianem świętego snu. Skłoniło go to do odejścia z armii oraz wyemigrowania do Utah, gdzie dotarł w 1874. Niedługo później został ochrzczony jako członek Kościoła Jezusa Chrystusa Świętych w Dniach Ostatnich. Spotkał się z prezydentem Kościoła Brighamem Youngiem. Był on jedyną osobą, z którą Trejo podzielił się treścią wyżej wspomnianego świętego snu, doświadczenia, które miało przemożny i decydujący wpływ na jego życie duchowe. Pragnął jednocześnie przełożyć Księgę Mormona na język hiszpański. Young przydzielił go zatem do Daniela W. Jonesa oraz Henry'ego Brizzee, misjonarzy, którym już wcześniej powierzono to właśnie zadanie. Wkład Trejo w proces tłumaczenia, jako rodzimego użytkownika języka, jest trudny do przecenienia. Efektem jego wysiłków był początkowo pamflet Trozos Selectos del Libro de Mormon, zawierający około 100 stron tłumaczenia tekstu kanonicznego. Pełne tłumaczenie tej świętej dla mormonów księgi na hiszpański ukazało się, również dzięki Trejo, w 1886 w mieście Meksyk. Tekst wykorzystywany współcześnie przez hiszpańskojęzycznych świętych w dniach ostatnich mimo licznych uwspółcześnień i rewizji wciąż zawdzięcza wiele pierwotnym wysiłkom Trejo. Jego działalność tłumaczeniowa nie ograniczała się przy tym do tekstów kanonicznych. Przełożył na swój język ojczysty chociażby A Voice of Warning Parleya P. Pratta. Przekładał także rozmaite wystąpienia przywódców kościelnych.
Włączył się w działalność misyjną oraz kolonizacyjną prowadzoną przez Kościół. Wszedł w skład drugiej grupy mormońskich misjonarzy wysłanych do Meksyku, w 1876. Po raz drugi wysłany został do tego kraju w 1879. W późniejszym okresie włączył się w misje o charakterze kolonizacyjnym, osiadając wraz z rodziną w założonej z inicjatywy Kościoła Colonia Chuichupa. Pozostał tam aż do wybuchu rewolucji meksykańskiej, w 1912, wraz z grupą współwyznawców, został zmuszony do powrotu do Stanów Zjednoczonych.
W 1884 poślubił Emily Jones. Doczekał się z nią dziesięciorga dzieci. Zmarł w Wilcox w Arizonie.